# Ampelophilus meridionalis
Ampelophilus meridionalis är en insektsart som först beskrevs av Bruner, L. 1908.  Ampelophilus meridionalis ingår i släktet Ampelophilus och familjen gräshoppor. Inga underarter finns listade i Catalogue of Life.